# Azawan
 (mai 2013).
Si vous disposez d'ouvrages ou d'articles de référence ou si vous connaissez des sites web de qualité traitant du thème abordé ici, merci de compléter l'article en donnant les références utiles à sa vérifiabilité et en les liant à la section « Notes et références ».
L’Azâwân est la musique des iggawins ou iggawen (griots en berbère maure) de la Mauritanie, des historiens, poètes, musiciens et maîtres de la parole, seuls habilités à jouer de la musique dans la société traditionnelle en Mauritanie. C’est une musique berbère savante aux formules codées, aux modes bien précis et qui évolue parfois vers l'ésotérisme .

## Sources
- L'Azâwân